# Рауль де Куси
Рауль де Куси (фр. Raoul I. de Coucy; род. после 1142 — ноябрь 1191, у Акки) — французский рыцарь, сеньор де Куси, Марль, Пинона, Крепи, Креси и Ла-Фер (всё — в Пикардии).

## Биография
Рауль был сыном Ангеррана II де Куси (ум. до 1147) и его супруги, Агнес де Божанси.
В 1181 году он выступает на стороне короля Франции Филиппа II в его борьбе с графом Фландрским Филиппом I.
Позднее Рауль, вместе со своим дядей Робертом, принимает участие в третьем крестовом походе, во время которого они погибают при осаде Акки. Похоронен в цистерцианском монастыре Фуаньи.

## Семья
В своём первом браке Рауль де Куси был женат на Агнесе Геннегауской, дочери графа Бодуэна IV, от которой имел трёх дочерей:
- Иоланда (1164—1222, замужем за графом Робертом II де Дрё),
- Изабелла (замужем дважды — за графом Раулем де Руси, затем — графом Анри де Гранпре)
- Ада.

Вторым браком был женат на Аликс де Дрё (ум. ок. 1217), дочери графа Роберта I де Дрё. От неё он имел 5 детей:
- Ангерран III де Куси (ум. 1243, сеньор Куси и Марль)
- Тома (ум. 1253, сеньор Вервена)
- Робер ( ум. после 1234), сеньор де Пинон
- Рауль
- Агнеса (ум. 1214 или позднее, замужем за Ги де Бьюмецем).

## Легенда
Рауля де Куси часто отождествляют с известным трувером Кастеляном из Куси. С этим связана известная средневековая легенда, согласно которой Рауль, умирая в крестовом походе, завещал доставить своё сердце, заключённое в серебряный ларец, его возлюбленной (даме сердца) Габриэле. Муж Габриэли, узнав об этом даре, рассвирипев, пытался заставить свою супругу съесть сердце рыцаря. Тогда дама отказалась вообще принимать пищу, уморив себя голодом. Вероятно также, что кастелян из Куси был племянником Рауля.
В 1770 году Пьер-Лоран де Белло пишет на эту тему трагедию Габриэль де Вержи, на основании которой в 1826 году Г. Доницетти создаёт одну из своих опер (Габриэлла ди Вержи (Gabriella di Vergy); впервые поставлена 29 ноября 1826 года в неаполитанском театре Сан-Карло).